# Sætningen om den behårede kugle
Sætningen om den behårede kugle er et resultat i algebraisk topologi, som siger, at ethvert kontinuert tangentvektorfelt på kugleoverfladen vil forsvinde i mindst et punkt: Hvis f er en kontinuert funktion fra 2-sfæren S2 til R3, så der i hvert punkt p på sfæren gælder, at f(p) er tangent til sfæren i p, så findes mindst et p, så f(p) = 0. Sætningen blev først formodet af Henri Poincaré sidst i 1800-tallet og første gang bevist af Brouwer i 1912.
Sætningens navn skyldes, som illustrationerne viser, at resultatet giver, at "man ikke kan rede håret på en behåret kugle fladt uden at skabe et koslik". En generalisering af resultatet siger, at n-sfæren Sn har et kontinuert felt af tangentvektorer forskellige fra 0, hvis og kun hvis n er ulige.
En mærkværdig meteorologisk anvendelse af sætningen fremkommer ved betragtning af vindretning som en vektor defineret kontinuert over overfladen på en planet med atmosfære. Som en idealisering kan vind betragtes som en todimensional vektor, hvis dens ikke-tangentiale bevægelse er negligibel. I dette tilfælde siger sætningen, at der til ethvert tidspunkt eksisterer et punkt på planetoverfladen, hvor der er vindstille.

## Fodnoter
1. ↑  "Arkiveret kopi". Arkiveret fra originalen 26. maj 2006. Hentet 25. marts 2009.